# Мелконян, Мисак Вагаршакович
Мисак Вагаршакович Мелконян (арм. Միսաք Վաղարշակի Մելքոնյան; 13 марта 1938, Апсилия, Гулрыпшский район, Абхазия — 7 ноября 2008, Ялта, АР Крым) — учёный в области генетики и селекции винограда, доктор биологических наук (с 1981 года), профессор (с 1969 года), член-корреспондент Украинской академии аграрных наук (с 2003 года), академик НАН Армении (с 1996 года), Крымской академии наук, Международной академии виноградарства и виноделия.

## Биография
Родился 13 марта 1938 года в селе Цебельде Гулрипшийского района Абхазии. В 1963 году окончил факультет плодоовощеводства и виноградарства Ереванского сельскохозяйственного института. Член КПСС с 1963 года. В 1963–1975 годах занимался научно-исследовательской работой, в 1975–1985 годах — заместитель директора Армянского научно-исследовательского института виноградарства, виноделия и плодоводства, в 1985–1987 годах — начальник Республиканского промышленного объединения «Арменпотребсообщество» в Ереване, в 1987–1994 годах — Генеральный директор АПО «Звартноц» в городе Эчмиадзине, одновременно в 1990–1993 годах — заведующий отделом сельскохозяйственных отраслей Совмина Армении. Член-корреспондент Армянской академии наук с 1990 года.
С 1994 года проживал в Ялте. Был заведующим отделом селекции, генетики винограда и ампелографии Института винограда и вина «Магарач» Украинской академии аграрных наук. В 1998 году был награжден Почетной грамотой Президиума Верховной Рады АРК. Умер 7 ноября 2008 года.

## Научная и общественная деятельность
Занимался разработкой теоретических основ гетерозиса винограда и выявления возможностей сочетания родительских форм в селекции с целью наследования экономически ценных свойств, получением новых сортов винограда, в том числе морозостойких. Автор 36 сортов винограда.
Автор 155 научных статей и книг, среди них:
- Гетерозис винограда. Москва. Агропромиздат, 1986.